# Jan Bylund
Jan Magnus Bylund, född 26 augusti 1966 i Umeå, är en svensk ståuppkomiker och programledare.

## Biografi

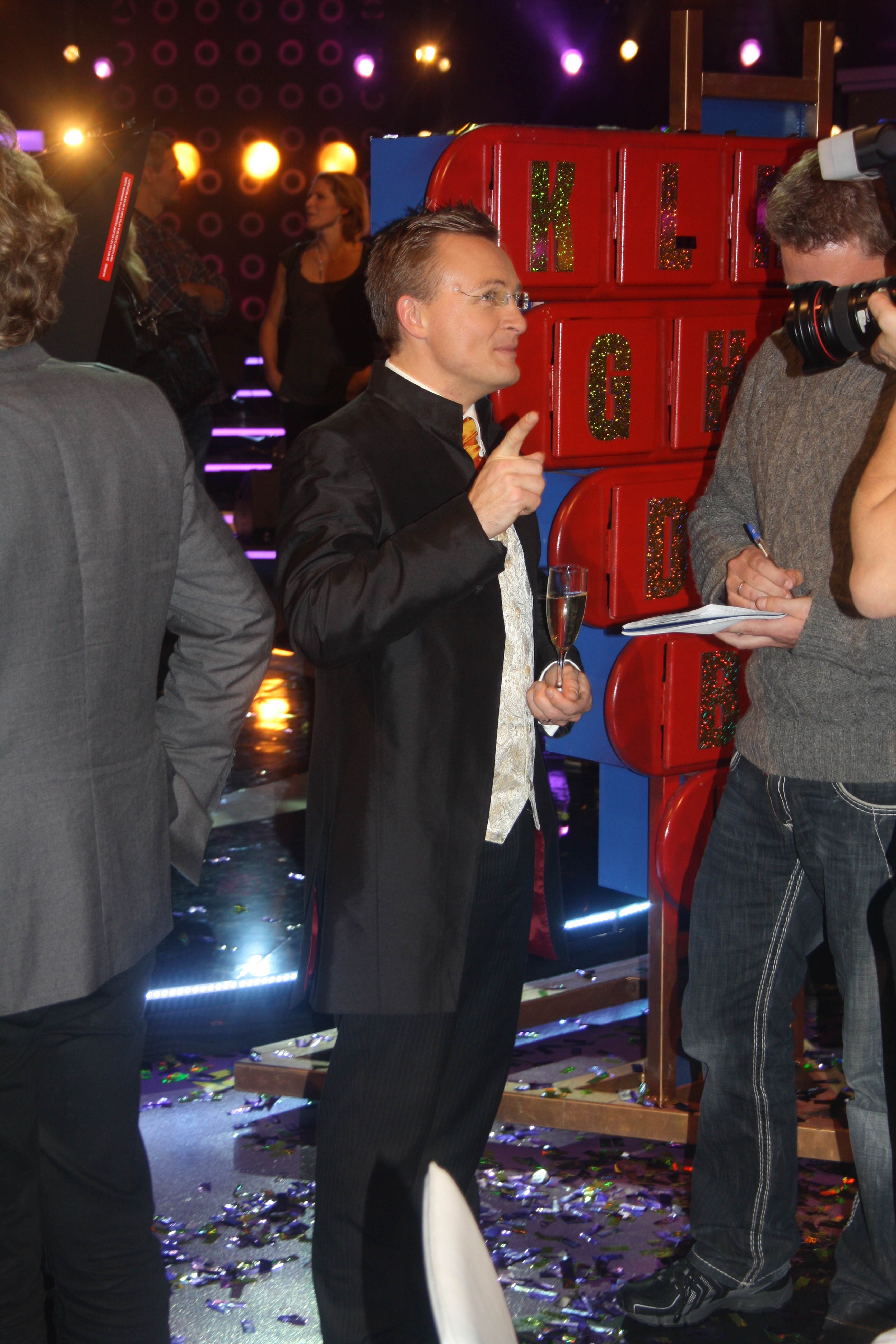
Jan Bylund som programledare för Bingolotto i november 2011.

Bylunds far arbetade på kundmottagningen på Umeå bilkompani och hans mor på Socialstyrelsen. Han är utbildad vid linjen för medieteknik vid Högskolan i Kalmar och Berghs School of Communication.
Han debuterade som ståuppkomiker på Westermans under hösten 1988 och bor idag i Göteborg. Han utsågs av Expressen till Sveriges bästa ståupp-komiker 2004. Han har medverkat i flera TV-program som Du är vad du äter, Klassfesten, Sing a long och Göteborgspatrullen. Bylund har också varit programledare för Koloniområdet Iris och medverkade i filmen Stjärnsystrar. I datorspelet Teazle II medverkar Bylund som röst och spelfigur och har även jobbat på Lokalradion i Västerbotten.
Från och med höstpremiären den 14 augusti 2011 började han leda Bingolotto i TV4 Plus efter Lotta Engberg. Bylund hade även tidigare varit programledare för Bingolotto när de sände en lokalvariant över Umeå 1990. Bylund slutade på Bingolotto efter vårsäsongen 2013.

### TV och Film
- 1990 – Släng dig i brunnen (TV-serie)
- 1996 – Snacka om nyheter (TV-serie)
- 1999 – Stjärnsystrar
- 2003 – Bingolotto (TV-serie) Umeå
- 2007 – Sing a long (TV-serie)
- 2011 – Bingolotto (TV-serie)